# Fred Enke
Frederick William Enke (Louisville, 15 dicembre 1924 – Casa Grande, 13 aprile 2014) è stato un giocatore di football americano statunitense che ha militato nel ruolo di quarterback nella National Football League (NFL).

## Carriera
Enke al college giocò football per l'Università dell'Arizona. Fu scelto dai Detroit Lions nel corso del settimo giro (47º assoluto) nel Draft NFL 1948. Giocò per la franchigia per due stagioni, diventando il primo giocatore dei Wildcats a partire come quarterback titolare nella NFL. Nel 1952 passò ai Philadelphia Eagles] dove disputò una sola stagione senza gare come partente. Nel 1953 passò ai neonati Baltimore Colts di cui divenne il primo quarterback titolare della storia. Si ritirò dopo la stagione 1954.